# Торнхилл, Лирой
Лиро́й То́рнхилл (англ. Leeroy Thornhill; род. 8 октября 1968, Баркинг, Большой Лондон) — британский электронный музыкант.
Уроженец Лондона, имеет ямайские и маврикийские корни.
В прошлом — танцор и клавишник (на живых выступлениях) британской группы The Prodigy. Хотя Торнхилл родился в Баркинге, детство провёл в городе Рэйн, где занимался футболом, а также стал поклонником Джеймса Брауна. К The Prodigy присоединился вместе с Китом Флинтом после того, как оба встретили Лиама Хаулетта. Торнхилл вместе с Флинтом состоялись в группе как танцоры на концертах. Рост Торнхила составляет около 200 см (примерно 6 футов и 6 дюймов) — значительно выше Флинта (5 футов 7 дюймов). Манеру танца Торнхилл во многом позаимствовал из стиля шаффл, о чём он сам заявлял в интервью для Melbourne Shuffler.
В 1996 году выпустил винил под псевдонимом Longman. Музыка была приближённой к творчеству The Prodigy. Однако на этом его сольная деятельность не закончилась. 
В 2000 году Торнхилл покидает The Prodigy и занялся написанием музыки под псевдонимом Flightcrank. Альбом записан в жанре Trip-Hop и содержал песенные формы, исполненные самим музыкантом. 
В интервью, Лирой ни раз упоминал о его способностях петь, но никогда ранее не выступал на сцене с микрофоном в руках, пока не началось сотрудничество с DJ Hyper. Он попал в проект HYPER, как вокалист. Тогда Гай Хатфилд собрал группу из бывших участников The Prodigy, помимо Лироя, в составе был мультиинструменталист Кирон Пеппер, а позднее присоединился Джим Дэвис. Лирой также поддерживал проект во время тура и принимал участие на V Festival в 2007 году в Челмсфорде (графство Эссекс). 
Также Торнхилл выступает диджеем и продолжает поддерживать контакт с The Prodigy. На нескольких концертах тура Their Law он выступил на разогреве The Prodigy. 
Торнхилл также делает ремиксы на композиции других исполнителей. Одной из работ, в качестве продюсера, стала песня «Nuvole Rapide» итальянской группы Subsonica.
Большую известность получил дуэт Лироя с Мартеном Хергером (немецким музыкантом и основателем букинг-агентства, выходцем из коллектива Boogie Army) — Smash Hi-Fi. В октябре 2008 года был снят клип на их композицию «Everything U Need». В 2010 году дуэт посетил Россию. А в 2016 году состоялся выпуск альбома Order More Disorder, который получил много положительных откликов в интернете у фанатов.

## Дискография
- Lowrise E•P (12", EP) (1993)
- The Longman EP (12", EP) (1996)
- Flightcrank EP (CD, EP, Ltd) & (2x7", EP, Ltd) (2000)
- Inside Out (Original Version) / Outside In (10", Ltd) (2000)
- Amazing (CD, Single) & (12", Single) (2001)
- What U Need (CD, Single) & (12", Single) (2001)
- Wait for Me / Breaking Out Digital Download (2018)
- The Calling / Vibrations [EP] (2018)